# 蔣鳴玉
蔣鳴玉（1600年—1654年），字楚珍，號中完，南直隸鎮江府金壇縣人，明末清初政治人物。

## 生平
蔣鳴玉是崇禎三年（1630年）庚午科應天鄉試第十九名舉人，十年（1637年）丁丑科三甲第二十二名進士。通政司觀政，授台州府推官，任內曾救活被誣陷為海盜的十三人，十五年（1642年）任福建鄉試同考官，取錄多名名士，在府內講授理學，輯錄為《霞城問答》一書，政事餘暇亦和生員研讀藝文，並以此勸勉其子蔣超。因台州府鄉試取錄份額降低，他在南北兩山植樹培植地脈，同時提拔臨海縣知縣周壽明，十七年（1644年）行取，適逢弘光帝南渡，與倪嘉慶、曹景參、沈應旦、郭充、劉天斗、左光明、陳鳴珂一同獲任命，起為兵科給事中，弘光元年（1645年）升刑科右給事中。
南京失陷後，仕清，順治三年（1646年）起為山東按察司僉事、分巡兗東，坐屬縣累，當候調，遂致仕。順治十一年（1654年）卒，享年五十五歲。著有《怡曝堂集》。

## 家族
曾祖蔣瑞；祖父蔣漪；父蔣應祿。母韓氏。妻袁氏。子蔣超，順治四年探花。